# Aurora (fusée)
Pour les articles homonymes, voir Aurora.
Aurora est un microlanceur canadien développé par l'entreprise québécoise Reaction Dynamics, composé de deux étages fonctionnant à la propulsion hybride. La fusée est conçue pour placer en orbite des nanosatellites. Sa charge utile est de 50 à 150 kg en orbite basse. Un premier vol suborbital est prévu en 2023 depuis un site de lancement à Canseau, au Canada, suivi d'un vol orbital en 2024. Le prix visé pour un lancement est de 2 millions de dollars américains.

## Historique
La société Reaction Dynamics est créé à Saint-Jean-sur-Richelieu, une ville canadienne située dans la province de Québec, en 2014. L'objectif de la société est de développer une fusée à propulsion hydride à faible coût. L'entreprise réalise ses essais de moteurs-fusées dans une ancienne mine désaffectée de Saint-Joseph-de-Coleraine, près de Thetford Mines. La société a reçu du financement de l'Agence spatiale canadienne pour développer son lanceur en 2020.
La société développe une version suborbitale de son lanceur Aurora pour un vol de démonstration qui aura lieu à l'été 2023, Aurora-1. Cette version servira de banc d'essai pour la version orbital du lanceur, dont le vol inaugural doit avoir lieu en 2024. Elle permettra aussi 

## Caractéristiques techniques
Aurora a une hauteur de 18 m et un diamètre de 1,8 m. Elle est capable de placer entre 50 et 150 kg sur une orbite basse de 500 km. La fusée est composée de deux étages propulsés par des moteurs-fusées à propulsion hybride brûlant un mélange d'ergols liquides et solides produits à partir de polymères de plastique. Un seul moteur-fusée peut être produit en quelques jours avec l'aide de techniques de fabrication additives. Le premier étage est propulsé par 9 moteurs-fusées hybrides fournissant chacun 21,6 kN de poussée après le décollage et dont les réservoirs sont faits en composite de carbone. Le deuxième étage est propulsé par un seul moteur-fusée hybride dont la tuyère est adaptée au fonctionnement dans le vide. La coiffe a une hauteur de 2,5 m et un diamètre de 1,3 m. 

## Installations au sol
En mai 2022, Reaction Dynamics a conclu une entente avec Maritime Launch Services afin de réaliser des lancements depuis un site de lancement situé à Canseau, en Nouvelle-Écosse. Un pas de tir est en construction pour accueillir la version suborbitale du lanceur.
Des pourparlers ont été entamés avec le gouvernement du Québec pour explorer la possibilité de trouver un site pour le lancement de fusées depuis le territoire québécois.

## Prix et comparaison avec les autres microlanceurs
| Lanceur :                                       | Electron                                                       | LauncherOne                                                    | Rocket                                                            | Aurora                                 | Prime                          | Eris                                                           |
| ----------------------------------------------- | -------------------------------------------------------------- | -------------------------------------------------------------- | ----------------------------------------------------------------- | -------------------------------------- | ------------------------------ | -------------------------------------------------------------- |
| Constructeur                                    | Rocket Lab                                                     | Virgin Orbit                                                   | Astra Space                                                       | Reaction Dynamics                      | Orbex                          | Gilmour Space                                                  |
| Pays                                            | Nouvelle-Zélande¹                                              | États-Unis                                                     | États-Unis                                                        | Canada                                 | Royaume-Uni                    | Australie                                                      |
| Charge utile                                    | Orbite terrestre basse : 300 kg Orbite héliosynchrone : 200 kg | Orbite terrestre basse : 500 kg Orbite héliosynchrone : 300 kg | Orbite terrestre basse : 200 kg Orbite héliosynchrone : 25-150 kg | Orbite terrestre basse : 50-150 kg     | Orbite héliosynchrone : 150 kg | Orbite terrestre basse : 305 kg Orbite héliosynchrone : 215 kg |
| Statut                                          | Opérationnel                                                   | Opérationnel                                                   | Retiré du service                                                 | En développement                       | En développement               | En développement                                               |
| Premier vol                                     | 2017                                                           | 2020                                                           | 2020                                                              | Prévu en 2024                          | Prévu en 2023                  | Prévu en 2023                                                  |
| Vols / Échecs                                   | 33/3                                                           | 6/2                                                            | 7/5                                                               | 0                                      | 0                              | 0                                                              |
| Masse                                           | 12,5 tonnes                                                    | ~30 tonnes                                                     | 25 tonnes                                                         |                                        | 2,6 tonnes                     |                                                                |
| Dimension                                       | Hauteur :14 m, Diamètre : 1,2 m                                | H : ~21 m, D : 1,8 m                                           | H : 11,6 m, D : 1,32 m                                            | H : 18 m, D : 1,8 m                    | H : 19 m, D : 1,3 m            | H : 25 m, D : 2 m                                              |
| Autres caractéristiques techniques              | Turbopompes électriques                                        | Lanceur aéroporté                                              |                                                                   | Propulsion hybride                     | Ergol propane-LOx              | Propulsion hybride                                             |
| Coût d'un lancement                             | 5 millions de dollars américains                               | 12 million de dollars américains                               | 3,5 millions de dollars américains                                | visé: 2 millions de dollars américains |                                | visé: 7 millions de dollars américains                         |
| ¹Société américaine d'un point de vue juridique |                                                                |                                                                |                                                                   |                                        |                                |                                                                |

## Lancements
| Vol n°             | Nom                                                                                                   | Date     | Pas de tir | Charge utile       | Orbite       | Résultat |
| ------------------ | --- | -------- | ---------- | ------------------ | ------------ | -------- |
| 1                  | Aurora-1                                                                                              | Été 2023 | Canseau    | 1 charge utile ( ) | Suborbital   | Prévu    |
| 1                  | Premier vol de démonstration de la version suborbitale du lanceur Aurora. Premier vol depuis Canseau. |          |            |                    |              |          |
|                    | | fin 2023 | Canseau    | Inconnu            | Suborbital   | Prévu    |
| Second vol d'essai | |          |            |                    |              |          |
| 3                  | | 2024     | Canseau    | Inconnu            | Orbite basse | Prévu    |
| 3                  | Premier vol d'essai orbital                                                                           |          |            |                    |              |          |
| 4                  | | 2025     | Canseau    | Inconnu            | Orbite basse | Prévu    |
| 4                  | Premier vol commercial                                                                                |          |            |                    |              |          |